# 形原城

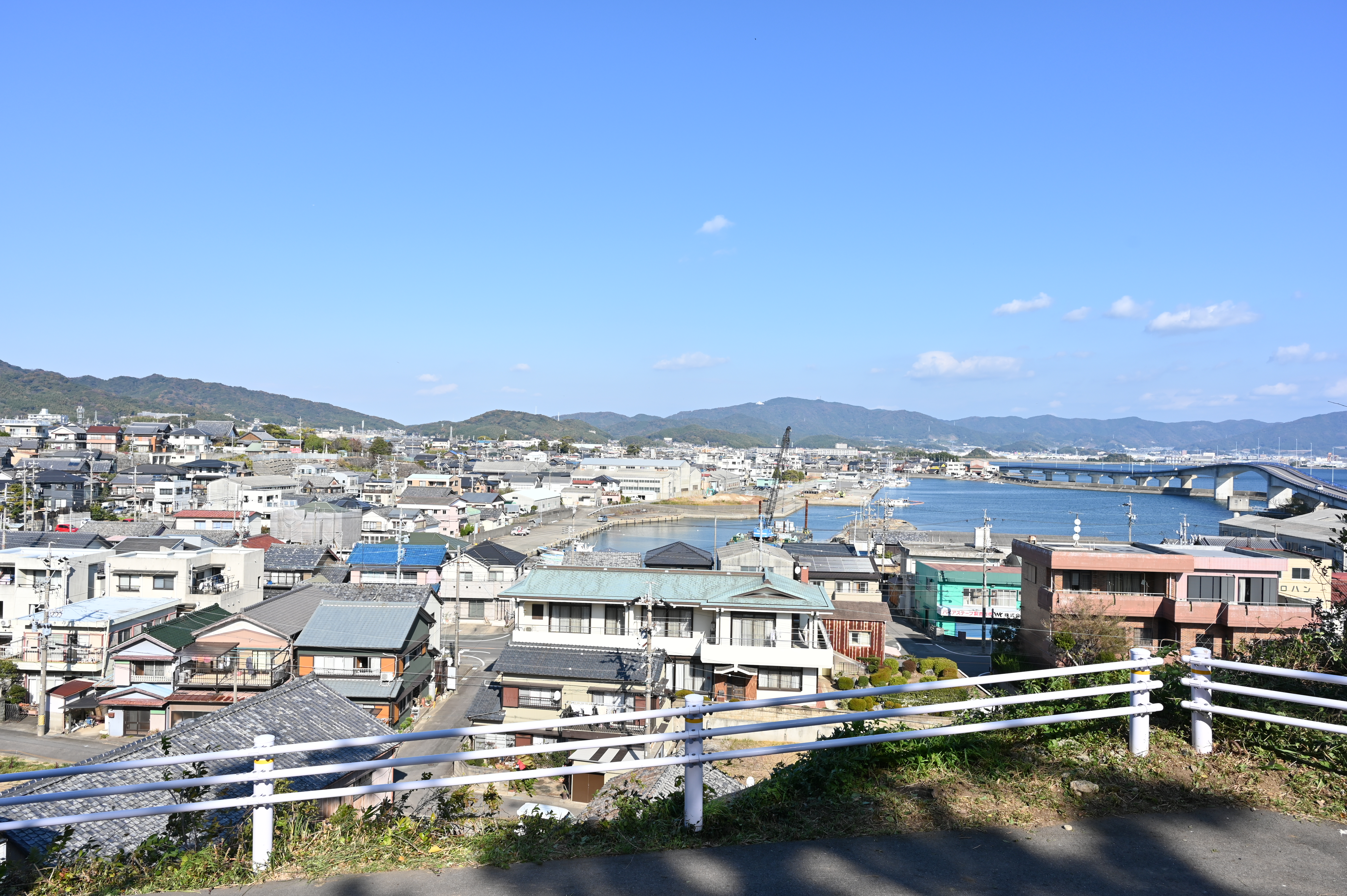
形原城址から三河湾方面を望む

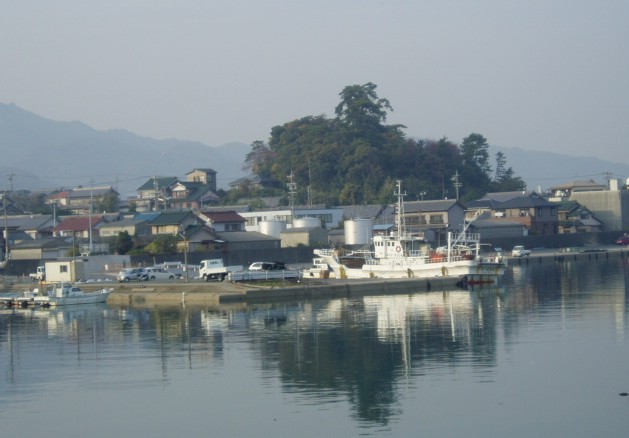
形原城跡遠景（南側）

形原城（かたはらじょう）は、三河国宝飯郡形原（現在の愛知県蒲郡市形原町東古城・北古城・南古城）にあった日本の城。蒲郡市指定史跡。

## 概要
形原松平家の居城で、江戸時代初期のごく短い時期に形原藩が置かれた。別名は「稲生城」。海に囲まれていたことから、「海岩城」の異称もある。
三河湾沿いの現在の形原港近く、海に突き出た小高い海岸段丘上に立地する。形状は平山城であるが、ごく近年に至るまで段丘のすぐ足元まで海水が迫っていたといい、往時は三方を海に囲まれた天然の要害であった。

## 沿革
伝説的に平安時代後期の方原師光の築城とされるが、根拠はない。現在に残る城の遺構は、長享年間（1487年 - 1489年）、松平氏第3代信光の四男である与副が築城したと伝えられる。
与副の子孫は代々この地に拠って750貫ほどを領し形原松平家となるが、16世紀中頃には松平氏の宗家筋である安祥松平氏とは距離を置き、東から勢力を伸ばした今川氏に服属した。ところが永禄3年（1560年）5月、今川義元が桶狭間の戦いで敗死し、岡崎で松平宗家の元康（まもなく徳川家康と名乗る）が今川氏から独立すると、西三河のみならず東三河でも多くの豪族が今川氏から松平宗家に寝返った。時の形原城主家広もまた松平宗家へと鞍替えを行うが、これに怒った今川氏当主・今川氏真によって人質であった妻子をみせしめに形原城から見下ろせる稲生の浜で串刺しにして処刑されたという。
その後の形原松平氏は、家広の娘が家康の重臣石川数正に嫁ぐなど徳川氏の傘下で東三河の国人領主のひとりとして一定の地位を守り、天正18年（1590年）、城主松平家信は家康の関東移封にしたがって形原を離れることになった。
関東で上総国五井（現在の千葉県市原市）に5千石を領していた家信は、関ヶ原の戦い後の1601年に居城を形原に戻し、旗本となった。元和4年（1618年）、家信は1万石を与えられて大名に列し、その所領は形原藩1万5000石となる。しかし翌元和5年（1619年）に家信は摂津・高槻城に移封となって形原を再び離れることになった。これにともなって形原城も廃城となり、二度と城としての機能を果たすことはなかった。本丸のあった丘の峰には、地元の稲荷大社が建てられた。

## 城跡
現在、城跡は多く宅地化されてしまって城の痕跡が少なくなってしまったが、一の曲輪・二の曲輪の痕跡が残っている。現在残る曲輪の西側に大規模な曲輪があったと考えられ、「北古城」「南古城」などの地名もそれに由来すると考えられる。1971年（昭和46年）10月21日には形原城跡として蒲郡市の市指定史跡となっており、何度か発掘調査も行われている。

## 交通手段
- 名鉄蒲郡線 形原駅から南に徒歩で約10分。または同線 西浦駅から東に徒歩で約10分。